# Holocranaus calcar
Holocranaus calcar is een hooiwagen uit de familie Cranaidae.